# اکهارت لویه
اکهارت لویه (آلمانی: Eckhard Leue؛ زادهٔ ۲۰ مارس ۱۹۵۸) قایقران کانو اهل آلمان بود.